# Erich Schaeder

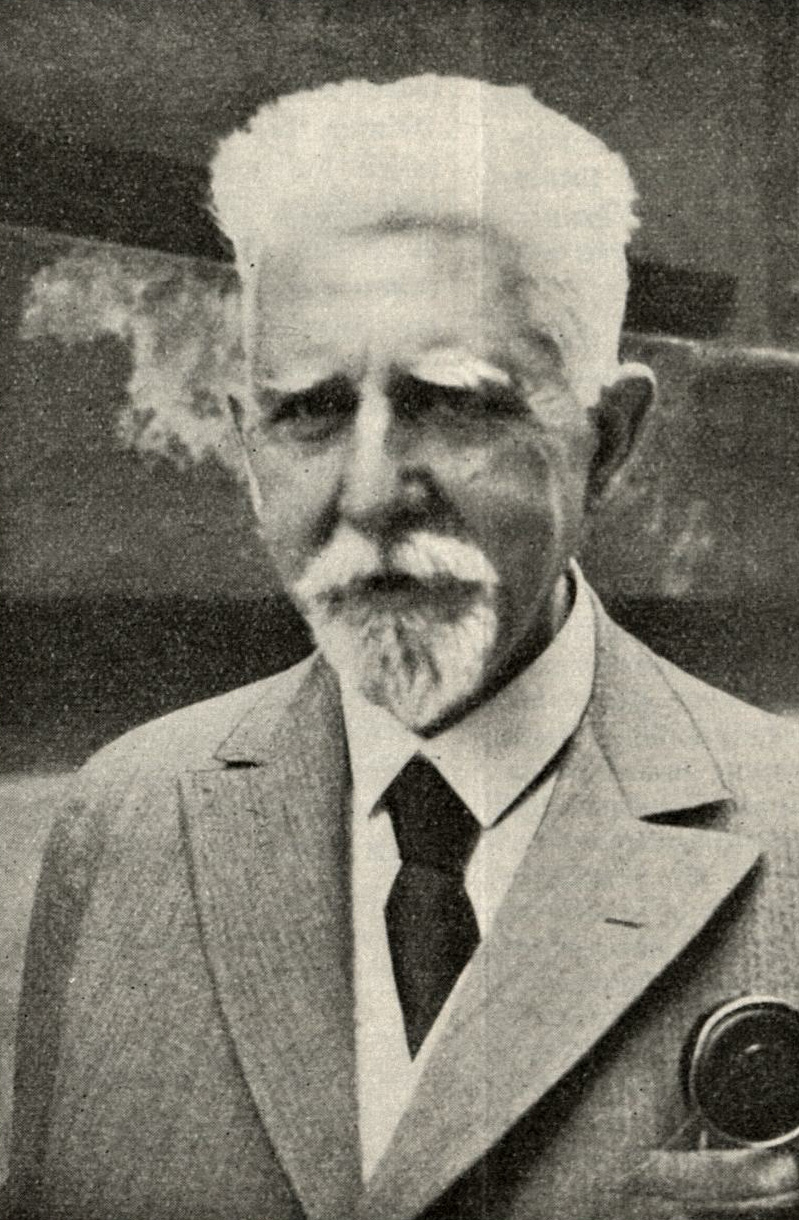
Erich Schaeder

Erich Schaeder (* 22. Dezember 1861 in Clausthal; † 18. Februar 1936 in Berlin) war ein evangelischer Theologe.

## Leben
Schaeder studierte von 1881 bis 1886 Evangelische Theologie in Berlin und Greifswald. Dort wurde Hermann Cremer, das Haupt der sog. Greifswalder Schule, sein Lehrer. Von 1887 bis 1889 war Schaeder Inspektor am Tholuckschen Konvikt in Halle (Saale). 1891 wurde er Privatdozent an der Universität Greifswald und 1894 a.o. Professor an der Albertus-Universität Königsberg. Am 10. August 1894 heiratete er Anna Sellschopp (1867–1948), die Schwester seines Studienfreundes Adolf Sellschopp, mit der er sechs Kinder hatte. Damit wurde er Schwager von Wilhelm Lütgert. 1895 wechselte er als a.o. Professor an die Georg-August-Universität Göttingen. 1899 nahm er den Ruf als o. Professor der Christian-Albrechts-Universität zu Kiel an. 1909/10 war er ihr Rektor. In seiner Rektoratsrede am 5. März 1909 befasste er sich mit Theologie und Geschichte.
1918 wechselte er an die Schlesische Friedrich-Wilhelms-Universität Breslau. 1921/22 wurde er auch ihr Rektor. In Breslau blieb er bis zu seiner Emeritierung. Zu seinen Schülern zählen Hans Joachim Iwand, Ernst Hornig, Anna Paulsen und Jochen Klepper.
Erich Schaeder war seit 1883 Mitglied der Studentenverbindung Wingolf in Berlin, Greifswald, Halle, Göttingen, Kiel und Breslau. Außerdem gehörte er der Deutschen Christlichen Studentenvereinigung an.
Die Widerstandskämpferin gegen den Nationalsozialismus und Kirchenhistorikerin Hildegard Schaeder ist eine Tochter Schaeders. Der Orientalist und Iranist Hans Heinrich Schaeder ist ein Sohn Schaeders.  Der Theologe und Islamwissenschaftler Günter Lüling ist ein Neffe Schaeders.

## Werke
- Die Christologie der Bekenntnisse und die moderne Theologie, Gütersloh 1905.
- Das Evangelium Jesu und das Evangelium von Jesus (nach den Synoptikern),  Gütersloh 1906.
- Der moderne Mensch und die Kirche, Gütersloh 1907.
- Kirche und Gegenwart, Gütersloh 1909.
- Theozentrische Theologie. Eine Untersuchung zur dogmatischen Prinzipienlehre, Bd. 1, Leipzig 1909 (3. Auflage: 1925); Bd. 2: Leipzig 1914 (2. Auflage: 1928).
- Heiliger Geist und Kirche, Bremen 1910
- Unsere Aufgaben im Blick auf die drohende Krisis in unserer Kirche, Berlin 1910.
- Religiös-sittliche Gegenwartsfragen, Leipzig 1911.
- Zur Trinitätsfrage, Leipzig 1912 (Zweite Auflage: Leipzig 1925).
- Aus Theologie und Leben, Leipzig 1913.
- Unser Glaube und der Krieg, Kiel 1914.
- Streiflichter zum Entwurf einer theozentrischen Theologie, Gütersloh 1916.
- Religion und Vernunft, Gütersloh 1917.
- Der Gott des Christentums und der Staat, Gütersloh 1918.
- Der Weg zu Gott (Das Hauptproblem der Dogmatik), Berlin-Lichterfelde 1919.
- Schleiermacher, Gütersloh 1919.
- Religiosität oder Christusglaube?, Breslau 1920.
- Das Evangelium und die religiösen Strömungen der Gegenwart, Hamburg 1920.
- Das Evangelium, die Quelle unserer Kraft und unseres Friedens, Breslau 1920.
- Das Christentum im Weltanschauungskampf der Gegenwart, Leipzig 1921.
- Der Herr ist der Geist, Berlin 1921.
- Die Sündlosigkeit Jesu und ihre Bedeutung für unsere Heiligung, Erlangen 1921.
- Reich und Volk, Breslau 1921.
- Öffentliches Leben und Glaube, Leipzig 1922.
- Die Mystik des Glaubens, Göttingen 1926.
- Der Pfarrer und die gegenwärtige Lage der Theologie, Gütersloh 1928.
- Der Gott des Wortes und die Mission, Gütersloh 1929.
- Gedächtnisrede auf Hermann Cremer, Gütersloh 1929.
- Universität und Reichsverfassung, Breslau 1929.
- Das Wort Gottes, Gütersloh 1930.
- Für und wider die Geschichte, Gütersloh 1931.
- Theologie und Schöpfungsfrage, Leipzig 1931.
- Glaubenslehre für Gebildete, Gütersloh 1933.